# نینا استویانوویچ
نینا استویانوویچ (سیریلیک صربی: Нина Стојановић؛ زادهٔ ۳۰ ژوئیهٔ ۱۹۹۶) تنیس‌باز زن اهل صربستان است.